# Club Deportivo Maldonado
O Club Deportivo Maldonado é um clube de futebol sediado em Maldonado, Uruguai. Atualmente disputa a Primera División de Uruguay após conseguir sua promoção pela Segunda División de 2019. Manda seus jogos no Estádio Domingo Burqueño.

## História
O Club Deportivo Maldonado foi fundado em 25 de agosto de 1928.
Em 1995, foi o primeiro clube do interior do país à ingressar no futebol profissional da Asociación Uruguaya de Fútbol (AUF), composta exclusivamente de clubes de Montevidéu e seu entorno. Estreou na Segunda División no dia 18 de maio. No campeonato de 1998, conseguiu o acesso para disputar a Primera División de 1999.
No ano de 2004, associou-se com o Centro Cultural y Democrático Punta del Este, motivo pelo qual a instituição passou a chamar-se Club Deportivo Maldonado Punta del Este. Nesse mesmo ano, desceu de divisão depois de ter disputado 6 temporadas consecutivas na Primera División. No torneio especial do primeiro semestre de 2006 não participa por motivos econômicos, e volta a participar da Segunda División na temporada 2006–07 já com o seu nome original e a associação dissolvida.
No final do ano de 2009, o clube cedeu a administração e desenvolvimento do futebol profissional e juvenil a uma sociedad anónima deportiva, denominada Deportivo Maldonado S.A.D., sendo a primeira deste tipo no Uruguai.
Em 2019, o clube conquista novamente o acesso à Primera División. No campeonato de 2022, terminou em terceiro lugar na tabela e se classificou pela primeira vez em sua história para a Copa Libertadores de 2023. Foi eliminado na segunda fase do torneio preliminar por 4 a 0 para o Fortaleza do Brasil.